# Spermacoce filituba
Spermacoce filituba är en måreväxtart som först beskrevs av Karl Moritz Schumann, och fick sitt nu gällande namn av Bernard Verdcourt. Spermacoce filituba ingår i släktet Spermacoce och familjen måreväxter. Inga underarter finns listade i Catalogue of Life.